# Neues Volk

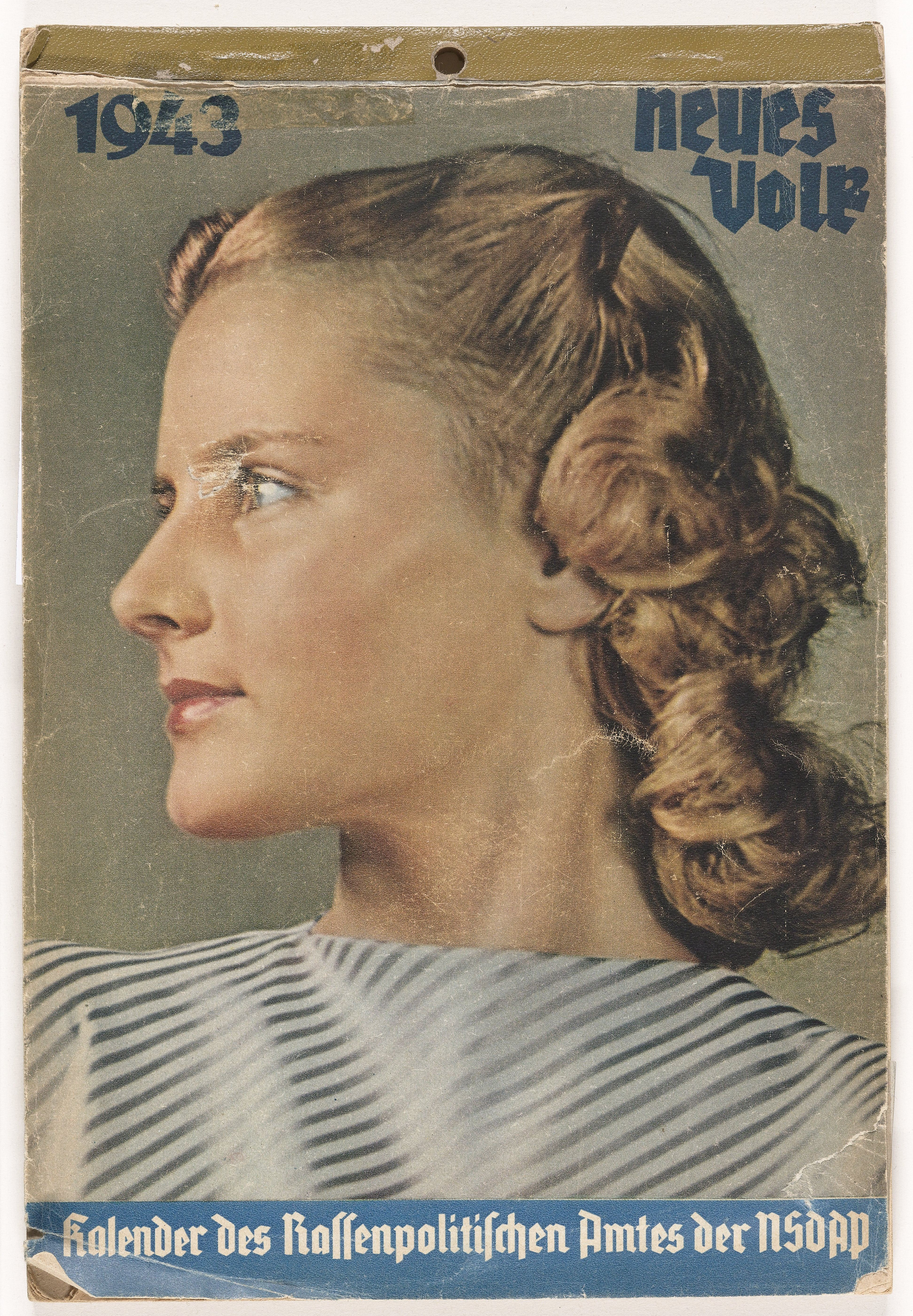
Kalender Neues Volk uit 1943

Neues Volk. Blätter des Rassenpolitischen Amtes der NSDAP ("[Een] Nieuw Volk. Blad van de Dienst voor Rassenpolitiek van de NSDAP") was een nationaalsocialistisch propagandatijdschrift, dat tussen 1933 en 1944 maandelijks werd verspreid door uitgeverij "Neues Volk (Berlin/Wien)". De uitgever was de Dienst voor Rassenpolitiek van de NSDAP (RPA). Het tijdschrift werd verspreid onder partijleden en in het bijzonder verspreid binnen diensten voor de openbare gezondheid. Ook door wetenschappers werden er "volksverklarende" (volkstümlich aufklärende) artikelen in gepubliceerd. Van de RPA werd onder de titel "Neues Volk" ook een kalender verspreid, die een oplage van 750.000 stuks bereikte.